# Guignardia sansevieriae
Guignardia sansevieriae är en svampart som beskrevs av Punith. 1974. Guignardia sansevieriae ingår i släktet Guignardia och familjen Botryosphaeriaceae.   Inga underarter finns listade i Catalogue of Life.